# Tabitha Yim
Tabitha Yim (Los Angeles, 2 de novembro de 1985) é uma ginasta norte-americana que compete em provas de ginástica artística.
Tabitha fez parte da equipe norte-americana que disputou o Campeonato Mundial de Gante, em 2001, na Bélgica.

## Carreira
Nascida em Los Angeles, é filha de Howard e Inja Yim, tendo um irmão chamado Jonathan. Iniciou no desporto aos quatro anos de idade, treinando no Gliders Gymnastics. Em 1998, aos treze anos, disputou seu primeiro evento nacional de grande porte, entrando para a equipe norte-americana principal no ano seguinte. Em 2000, ainda como júnior, conquistou três medalhas de ouro e uma de bronze, no American Classic, realizado em Reno, Nevada. No ano posterior, agora como sênior, participou do US.Classic, do qual conquistou quatro medalhas, sendo uma de ouro e três de prata. Em outubro, no Mundial de Gante, ao lado de Mohini Bhardwaj, Katie Heenan, Tasha Schwikert, Ashley Miles e Rachel Tidd, fora medalhista de bronze na prova coletiva, superada pela equipe romena e russa, ouro e prata, respectivamente. Individualmente, foi sétima colocada no individual geral, ao somar 36,680 pontos; a russa Svetlana Khorkina, fora a campeã da prova. No solo, encerrou na sexta colocação, em prova vencida pela romena Andreea Raducan.
Em 2002, disputou o Campeonato Nacional Americano, no qual foi medalhista de ouro na trave e segunda colocada no evento geral e no solo. No desafio Estados Unidos vs Bélgica, fora campeã por equipes e na trave, e medalhista de prata nas barras assimétricas. No ano seguinte, competiu no American Classic, do qual saiu medalhista de ouro no geral, prata no salto e solo e bronze na trave. Em 2004, abandonou as competições da elite norte-americana, matriculando-se na Universidade de Stanford. Sua estreia em competições deu-se no ano seguinte, no NCAA Championships, no qual terminou na terceira colocação nos exercícios de solo, somando 9,925 pontos. Em 2006, novamente na disputa entre universidades, conquistou o bronze no solo e a oitava colocação no geral. Na temporada seguinte, conquistou apenas a quinta colocação na prova coletiva. Em 2008, fora uma das finalistas ao Prêmio Honda, atribuído a melhor ginasta do ano do NCAA.

## Principais resultados
| Ano  | Evento                                    | AA               | Equipe            | Salto sobre o cavalo | Trave             | Barras assimétricas | Solo              |
| ---- | ----------------------------------------- | ---------------- | ----------------- | -------------------- | ----------------- | ------------------- | ----------------- |
| 1998 | Campeonato Nacional Americano (júnior)    | 22º              |                   |                      |                   |                     |                   |
| 1999 | American Classic                          | 7º               |                   |                      |                   |                     | Medalha de ouro   |
| 2000 | American Classic                          | Medalha de ouro  |                   |                      | Medalha de ouro   | 5º                  | Medalha de ouro   |
| 2001 | US. Classic                               | Medalha de prata |                   |                      | Medalha de ouro   | Medalha de prata    | Medalha de prata  |
| 2001 | Campeonato Nacional Americano             | Medalha de prata |                   | 9º                   | 6º                | Medalha de prata    | Medalha de ouro   |
| 2001 | Estados Unidos vs Bélgica                 | Medalha de prata |                   |                      |                   |                     |                   |
| 2001 | Campeonato Mundial de Ginástica Artística | 7º               | Medalha de bronze |                      |                   |                     | 6º                |
| 2002 | Campeonato Nacional Americano             | Medalha de prata |                   |                      | Medalha de ouro   |                     | Medalha de prata  |
| 2002 | Copa América                              | 5º               |                   | Medalha de prata     |                   |                     | Medalha de ouro   |
| 2002 | Estados Unidos vs Bélgica                 |                  | Medalha de ouro   |                      | Medalha de ouro   | Medalha de prata    |                   |
| 2003 | American Classic                          | Medalha de ouro  |                   | Medalha de prata     | Medalha de bronze |                     | Medalha de prata  |
| 2005 | NCAA Championships                        |                  |                   |                      |                   |                     | Medalha de bronze |
| 2006 | NCAA Championships                        | 8º               |                   |                      |                   |                     | Medalha de bronze |
| 2007 | NCAA Championships                        |                  | 5º                |                      |                   |                     |                   |